# Krešo Bengalka
Krešo Bengalka właśc. Krešo Kulašin (ur. 23 stycznia 1986 w Splicie), chorwacki raper i producent muzyczny. Ze względu na pochodzenie ze strony ojca deklaruje się jako Bośniak.

## Życiorys
W 2008 roku zadebiutował w utworze "Krek kuća" grupy Dječaci. W tytule utworu została wspomniana jako featuring grupa Neki tvrdi likovi (Jakieś ciężkie charaktery), jedna z pierwszych nazw formującej się grupy Kiša metaka, której Kulašin był jednym z głównych założycieli. 
Pełnoprawna Kiša metaka opublikowała dwa albumy, Folder 1. (2013) oraz Folder 2. (2014).
W 2014 roku wraz z raperem Žuvim raper uformował duet Krešo i Žuvi. Współpraca twórców zaowocowała trzema wydawnictwami: Brokva (2014), Summer mix (2015), Vida (2019). 
Bengalka jest również członkiem kolektywu Speedheads (razem z Antonio Makinja i Slobo Indijanac). W ramach tego zespołu powstał album Pozitiva & Nasilje (2019). Jako Amigos Para Siempre (razem z Stipe Srdela i Batman 3000) również w 2019 roku wydał album o takiej samej nazwie. 
W lutym 2017 roku Krešo Bengalka rozpoczął swoją solową działalność wydając samodzielnie album Finale. W 2018 nakładem Croatia Records wydał album Split Zoo. Kolejne albumy rapera to wydany przez Menart Sve Najbolje (2019), oraz wydane ponownie nakładem własnym Klub Navijača (2020), Prvak Tvrdog Đira (2022), Split Zoo 2 (2023). 
Wszystkie albumy z udziałem Krešo Bengalki, z wyjątkiem wydanych przez wytwórnie, ukazały się jedynie w formie cyfrowej.
Krešo Bengalka udzielał się gościnnie m.in. na projektach raperów Who See i Vojko V.

### Dyskografia
Jako członek Kiša metaka:
- Folder 1. (2013)
- Folder 2. (2014)

Jako członek Krešo i Žuvi:
- Brokva (2014)
- Summer mix (2015)
- Vida (2019)

Jako członek Seedheads:
- Pozitiva & Nasilje (2019)

Jako członek Amigos Para Siempre:
- Amigos Para Siempre (2019)

Solowo:
- Finale (2017)
- Split Zoo (2018)
- Sve Najbolje (2019)
- Klub Navijača (2020)
- Prvak Tvrdog Đira (2022)
- Split Zoo 2 (2023)